# Gryllacris peracca
Gryllacris peracca är en insektsart som beskrevs av Heinrich Hugo Karny 1923. Gryllacris peracca ingår i släktet Gryllacris och familjen Gryllacrididae. Inga underarter finns listade i Catalogue of Life.